# Valde-Ucieza
Valde-Ucieza település Spanyolországban, Palencia tartományban. Valde-Ucieza Carrión de los Condes, Nogal de las Huertas, La Serna, Loma de Ucieza, Villasarracino és San Mamés de Campos községekkel határos. Lakosainak száma 76 fő (2024).

## Népesség
A település népessége az elmúlt években az alábbi módon változott:
| Lakosok száma | 122  | 117  | 112  | 110  | 114  | 100  | 96   | 91   | 84   | 76   |
|               | 2001 | 2004 | 2007 | 2009 | 2012 | 2014 | 2017 | 2019 | 2022 | 2024 |